# Влад, Ион
Ион Влад (рум. Ion Vlad; 24 мая 1920 , Фетешти, жудец Яломица — 28 января 1992, Париж) — румынский скульптор, педагог, почётный член Румынской академии. Лауреат Государственной премии Румынии (1964).

## Биография
Окончил Школу изящных искусств в Бухаресте. Позже стал профессором скульптуры Университета архитектуры и урбанизма Иона Минку в Бухаресте.
В 1945 году награждён премией Симу. В 1946 году скульптор создал «группу Лучиан-Пачурия», в которую вошли независимые художники. В 1947 году получил стипендию от французского правительства, но румынские власти отказали ему в выдаче визы.
В 1964 году был удостоен Государственной премии Румынии.
В Румынии создал ряд памятников, скульптурных композиций, барельефов. Занимался творческой деятельностью, выполняя важные заказы, предназначенные для общественных мест, такие как: «Танец — барельеф» на фасаде Румынской оперы в Бухаресте, бюст Христо Ботева, «Зимбрул» (скульптура из камня, открытая в 1969 г. перед станцией Онешти, перенесенная на кольцевую развязку из Карам в 2012 г.), «Материнство» (бронзовая скульптура, 1965 г., украшающая фасад городской больницы Онешти) и др.
В 1965 году поселился в Париже. С 1969 года — профессор скульптуры и рисунка в Американском центре в Париже. В 1972 году получил французское гражданство, с 1975 года преподавал скульптуру и рисунок в Сорбоннском университете.
Среди наиболее важных работ французского периода скульптора — бетонная фреска площадью 100 м², выполненная в 1978 году для Musique, Diffusion Francaise, La Bois-Colombes, и две настенные скульптуры из бронзы и цемента 1979 года, сделанные для больницы Святого Иосифа в Стоктоне, Сан-Франциско (Калифорния). В 1980 году открыл вторую мастерскую в Ницце и до 1991 года делил свою деятельность между Ниццей и Парижем. Шедевром его творения является Статуя Эминеску, расположенная недалеко от Сорбоннского университета в Париже. Статуя, отлитая из бронзы, высотой 250 см была открыта к столетию со дня смерти поэта.
Умер после хирургического вмешательства. Похоронен на парижском Кладбище Монпарнас рядом с К. Бранкузи.